# Astroblaster

schema astroblasteru

Astroblaster je fyzikální hračka. Je to soustava čtyř kuliček uspořádaných od největší na spodku po nejmenší na vrchu, které jsou nastrčené na plastovou tyčinku. Pokud pustíte Astroblaster z určité výšky na zem, vrchní nejmenší kulička vyletí do přibližně 15-násobku výšky, ze které byl puštěn.

## Fyzikální princip
Astroblaster je založen na zákonech zachování energie a hybnosti.